# Fissidens sublineaefolius
Fissidens sublineaefolius là một loài Rêu trong họ Fissidentaceae. Loài này được (P. de la Varde) Brugg.-Nann. mô tả khoa học đầu tiên năm 1982.